# Miroslav Daněk
Miroslav Daněk (ur. 1968) – czechosłowacki skoczek narciarski.
W Pucharze Świata zadebiutował 23 marca 1985 roku w Szczyrbskim Jeziorze, zajmując 54. miejsce w konkursie głównym. Pierwsze punkty do klasyfikacji generalnej tego cyklu zdobył 15 stycznia 1989 roku w Harrachovie, kiedy uplasował się na 12. miejscu. Były to jedyne punkty PŚ zdobyte przez tego zawodnika. Sezon 1988/1989 ukończył na 61. miejscu w klasyfikacji generalnej z dorobkiem 4 punktów, ex aequo z Miroslavem Polákiem i Sandro Sambugaro.
Wielokrotnie startował również w zawodach Pucharu Europy w latach 1985–1989. Kilkukrotnie zajął miejsca w czołowej dziesiątce zawodów tej rangi, w tym raz stanął na podium – 8 marca 1986 roku w Schönwaldzie zajął trzecie miejsce.

## Mistrzostwa świata w lotach narciarskich
- Indywidualnie
  - 1988  Oberstdorf – nie zakwalifikował się

## Puchar Świata

### Miejsca w klasyfikacji generalnej
| Sezon     | Miejsce |
| --------- | ------- |
| 1988/1989 | 61.     |

### Miejsca w poszczególnych konkursach indywidualnychPucharu Świata
| Źródło | Źródło           | Źródło           | Źródło          | Źródło      | Źródło                 | Źródło                 | Źródło                      | Źródło            | Źródło              | Źródło              | Źródło         | Źródło         | Źródło           | Źródło       | Źródło         | Źródło           | Źródło         | Źródło      | Źródło              | Źródło              | Źródło         | Źródło      | Źródło       | Źródło       | Źródło | Źródło | Źródło | Źródło | Źródło | Źródło | Źródło | Źródło | Źródło | Źródło | Źródło | Źródło | Źródło | Źródło | Źródło | Źródło | Źródło | Źródło | Źródło | Źródło | Źródło | Źródło | Źródło | Źródło | Źródło |
| --- | ---------------- | ---------------- | --------------- | ----------- | ---------------------- | ---------------------- | --------------------------- | ----------------- | ------------------- | ------------------- | -------------- | -------------- | ---------------- | ------------ | -------------- | ---------------- | -------------- | ----------- | ------------------- | ------------------- | -------------- | ----------- | ------------ | ------------ | ------ | ------ | ------ | ------ | ------ | ------ | ------ | ------ | ------ | ------ | ------ | ------ | ------ | ------ | ------ | ------ | ------ | ------ | ------ | ------ | ------ | ------ | ------ | ------ | ------ |
| Sezon 1984/1985                                                                                                   |                  |                  |                 |             |                        |                        |                             |                   |                     |                     |                |                |                  |              |                |                  |                |             |                     |                     |                |             |              |              |        |        |        |        |        |        |        |        |        |        |        |        |        |        |        |        |        |        |        |        |        |        |        |        |        |
| Thunder Bay | Thunder Bay      | Lake Placid      | Lake Placid     | Oberstdorf  | Garmisch-Partenkirchen | Innsbruck              | Bischofshofen               | Cortina d’Ampezzo | Sapporo             | Sapporo             | Sankt Moritz   | Engelberg      | Harrachov        | Lahti        | Lahti          | Örnsköldsvik     | Falun          | Oslo        | Szczyrbskie Jezioro | Szczyrbskie Jezioro | punkty         | punkty      | punkty       | punkty       | punkty | punkty | punkty | punkty | punkty | punkty | punkty | punkty | punkty | punkty | punkty | punkty | punkty | punkty | punkty |        |        |        |        |        |        |        |        |        |        |
| - | -                | -                | -               | -           | -                      | -                      | -                           | -                 | -                   | -                   | -              | -              | -                | -            | -              | -                | -              | -           | 54                  | 74                  | 0              | 0           | 0            | 0            | 0      | 0      | 0      | 0      | 0      | 0      | 0      | 0      | 0      | 0      | 0      | 0      | 0      | 0      | 0      |        |        |        |        |        |        |        |        |        |        |
| Sezon 1985/1986                                                                                                   |                  |                  |                 |             |                        |                        |                             |                   |                     |                     |                |                |                  |              |                |                  |                |             |                     |                     |                |             |              |              |        |        |        |        |        |        |        |        |        |        |        |        |        |        |        |        |        |        |        |        |        |        |        |        |        |
| Thunder Bay | Thunder Bay      | Lake Placid      | Lake Placid     | Chamonix    | Oberstdorf             | Garmisch-Partenkirchen | Innsbruck                   | Bischofshofen     | Harrachov           | Liberec             | Klingenthal    | Oberwiesenthal | Sapporo          | Sapporo      | Vikersund      | Vikersund        | Sankt Moritz   | Gstaad      | Engelberg           | Lahti               | Lahti          | Oslo        | Planica      | Planica      | punkty |        |        |        |        |        |        |        |        |        |        |        |        |        |        |        |        |        |        |        |        |        |        |        |        |
| - | -                | -                | -               | -           | -                      | -                      | -                           | -                 | -                   | -                   | -              | -              | -                | -            | -              | -                | -              | -           | -                   | -                   | -              | 60          | 61           | 32           | 0      |        |        |        |        |        |        |        |        |        |        |        |        |        |        |        |        |        |        |        |        |        |        |        |        |
| Sezon 1986/1987                                                                                                   |                  |                  |                 |             |                        |                        |                             |                   |                     |                     |                |                |                  |              |                |                  |                |             |                     |                     |                |             |              |              |        |        |        |        |        |        |        |        |        |        |        |        |        |        |        |        |        |        |        |        |        |        |        |        |        |
| Thunder Bay | Thunder Bay      | Lake Placid      | Lake Placid     | Chamonix    | Oberstdorf             | Garmisch-Partenkirchen | Innsbruck                   | Bischofshofen     | Szczyrbskie Jezioro | Szczyrbskie Jezioro | Oberwiesenthal | Sapporo        | Sapporo          | Lahti        | Lahti          | Örnsköldsvik     | Falun          | Planica     | Planica             | Rælingen            | Oslo           | punkty      | punkty       | punkty       | punkty | punkty | punkty | punkty | punkty | punkty | punkty | punkty | punkty | punkty | punkty | punkty | punkty | punkty | punkty | punkty |        |        |        |        |        |        |        |        |        |
| - | -                | -                | -               | -           | -                      | -                      | -                           | -                 | 50                  | 70                  | -              | -              | -                | -            | -              | -                | -              | -           | -                   | -                   | -              | 0           | 0            | 0            | 0      | 0      | 0      | 0      | 0      | 0      | 0      | 0      | 0      | 0      | 0      | 0      | 0      | 0      | 0      | 0      |        |        |        |        |        |        |        |        |        |
| Sezon 1988/1989                                                                                                   |                  |                  |                 |             |                        |                        |                             |                   |                     |                     |                |                |                  |              |                |                  |                |             |                     |                     |                |             |              |              |        |        |        |        |        |        |        |        |        |        |        |        |        |        |        |        |        |        |        |        |        |        |        |        |        |
| Thunder Bay K89                                                                                                   | Thunder Bay K120 | Lake Placid K114 | Lake Placid K86 | Sapporo K90 | Sapporo K115           | Oberstdorf K115        | Garmisch-Partenkirchen K107 | Innsbruck K109    | Bischofshofen K111  | Liberec K120        | Harrachov K120 | Oberhof K90    | Oberhof K90      | Chamonix K95 | Oslo K105      | Örnsköldsvik K82 | Harrachov K180 | Planica K92 | Planica K120        | punkty              | punkty         | punkty      | punkty       | punkty       | punkty | punkty | punkty | punkty | punkty | punkty | punkty | punkty | punkty | punkty | punkty | punkty | punkty | punkty |        |        |        |        |        |        |        |        |        |        |        |
| - | -                | -                | -               | -           | -                      | -                      | -                           | -                 | -                   | 39                  | 12             | 52             | 65               | -            | -              | 53               | -              | -           | -                   | 4                   | 4              | 4           | 4            | 4            | 4      | 4      | 4      | 4      | 4      | 4      | 4      | 4      | 4      | 4      | 4      | 4      | 4      | 4      |        |        |        |        |        |        |        |        |        |        |        |
| Sezon 1989/1990                                                                                                   |                  |                  |                 |             |                        |                        |                             |                   |                     |                     |                |                |                  |              |                |                  |                |             |                     |                     |                |             |              |              |        |        |        |        |        |        |        |        |        |        |        |        |        |        |        |        |        |        |        |        |        |        |        |        |        |
| Thunder Bay K120                                                                                                  | Thunder Bay K90  | Lake Placid K114 | Lake Placid K86 | Sapporo K90 | Sapporo K115           | Oberstdorf K115        | Garmisch-Partenkirchen K107 | Innsbruck K109    | Bischofshofen K111  | Harrachov K120      | Liberec K115   | Zakopane K116  | Sankt Moritz K94 | Gstaad K88   | Engelberg K120 | Predazzo K90     | Predazzo K120  | Lahti K114  | Lahti K90           | Örnsköldsvik K82    | Sollefteå K105 | Raufoss K90 | Planica K120 | Planica K120 | punkty |        |        |        |        |        |        |        |        |        |        |        |        |        |        |        |        |        |        |        |        |        |        |        |        |
| - | -                | -                | -               | -           | -                      | -                      | -                           | -                 | -                   | 60                  | 52             | -              | -                | -            | -              | -                | -              | -           | -                   | -                   | -              | -           | -            | -            | 0      |        |        |        |        |        |        |        |        |        |        |        |        |        |        |        |        |        |        |        |        |        |        |        |        |
| Legenda |                  |                  |                 |             |                        |                        |                             |                   |                     |                     |                |                |                  |              |                |                  |                |             |                     |                     |                |             |              |              |        |        |        |        |        |        |        |        |        |        |        |        |        |        |        |        |        |        |        |        |        |        |        |        |        |
| 1 2 3 4-10 11-15 poniżej 15 dq – dyskwalifikacja q – zawodnik nie zakwalifikował się - – zawodnik nie wystartował |                  |                  |                 |             |                        |                        |                             |                   |                     |                     |                |                |                  |              |                |                  |                |             |                     |                     |                |             |              |              |        |        |        |        |        |        |        |        |        |        |        |        |        |        |        |        |        |        |        |        |        |        |        |        |        |